# Allen Jones
Allen Jones (Southampton, 1 de septiembre de 1937) es un artista pop británico, conocido sobre todo por sus esculturas, pero también cultiva las artes visuales.

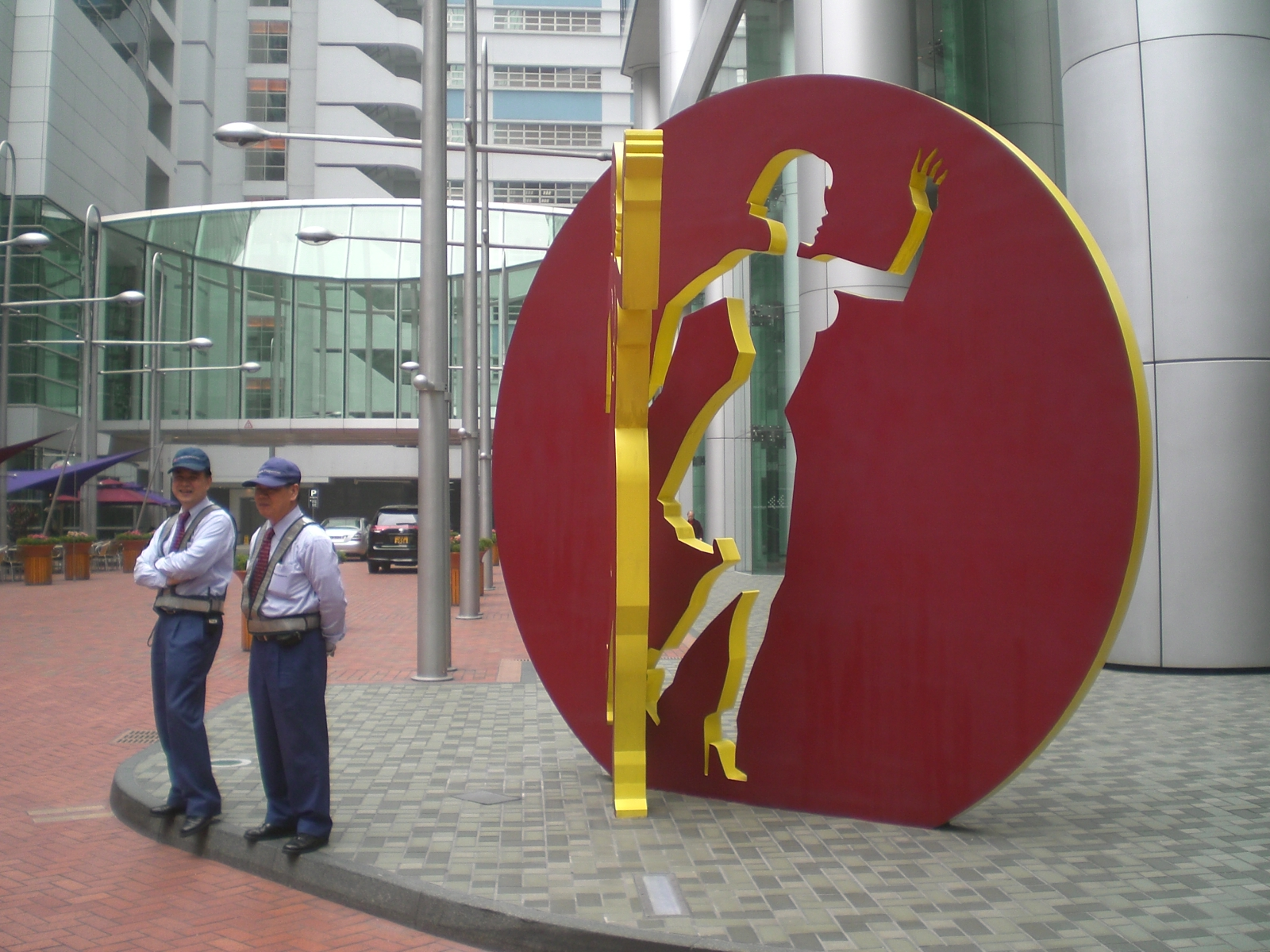
Escultura de Allen Jones

Desde 1955 hasta 1961 estudió en el Hornsey College of Art (Londres). Se distinguió al ser expulsado del Royal College of Art; desde 1961 hasta 1963 enseñó en el Croydon College of Art.
Su exposición de esculturas eróticas, como el conjunto Hatstand, Table y Chair (1969), cada una de los cuales transforma a una mujer en una pieza de mobiliario, ha sido muy criticada. Gran parte de su obra nace de la imaginería del fetichismo de látex y BDSM. Escribió un texto de presentación para las aventuras de Sweet Gwendoline de John Willie y recibió la influencia de este dibujante de cómics. Las esculturas en el Milkbar Korova de la película La naranja mecánica se basan en obras de Jones. Asimismo, diseñó el filme Maîtresse, dirigido por Barbet Schroeder en 1976. 
Fue elegido miembro de la Royal Academy en 1986. Vive y trabaja en Londres. En el año 2014 la Royal Academy de Londres le dedicó una importante exposición retrospectiva.

## Primeros años de vida y educación
Jones nació en la ciudad inglesa de Southampton el 1 de septiembre de 1937. Hijo de un trabajador de una fábrica galesa, se crio en el distrito de Ealing, al oeste de Londres.  En su juventud asistió a ealing County Grammar School for Boys. Jones tenía interés en el arte desde una edad temprana. En 1955, comenzó a estudiar pintura y litografía en el Hornsey College of Art de Londres, donde se graduaría en 1959. En ese momento el método de enseñanza en Hornsey se basó en el Cuaderno de Bocetos Pedagógicos de Paul Kleede la década de 1930. Mientras era estudiante en Hornsey, Jones viajó a París y la región francesa de Provenza, y fue particularmente influenciado por el arte de Robert Delaunay. También asistió a una exposición de Jackson Pollock en la Whitechapel Gallery en 1958, y según Jones, «para mí estaba fuera de cualquier marco de referencia conocido. La escala, la ambición, la libertad. Tenía ganas de demandar a mis maestros por no decirme lo que estaba pasando en el mundo». Posteriormente viajó para ver al Musie Fernand Léger en la comuna francesa de Biot,y en 1959 dejó Hornsey para comenzar a asistir al Royal College of Art.
Como uno de los primeros artistas popbritánicos, Jones produjo pinturas y grabados cada vez más inusuales a finales de la década de 1950 y principios de la década de 1960, y en particular disfrutó combinando diferentes lenguajes visuales para exponer las construcciones históricas que las subyacen. Según Jones, sobre sus primeras ambiciones, «quería patear las huellas de lo que se consideraba aceptable en el arte. para alejarse de la idea de que el arte figurativo era romántico, que no era difícil.» 